# Evansville (Indiana)
Evansville je město ležící v okrese Vanderburgh v Indianě a ve Spojených státech amerických. Podle sčítání lidu v roce 2010 mělo 117 429 obyvatel. Bylo tak třetím nejlidnatějším městem v Indianě, hned po Indianapolis a Fort Wayne, a 232. nejlidnatějším v celých Spojených státech. Je obchodním, zdravotním a kulturním centrem jihozápadní Indiany a pomezí států Illinois, Indiana a Kentucky, na němž žije 911 000 obyvatel.
Město leží v zákrutu řeky Ohio a je o něm často mluveno jako o „říčním městě“ nebo „údolí půlměsíce“. Původní francouzští výzkumníci na počest řeky Ohio město pojmenovali La Belle Rivière („Krásná řeka“). Již před příchodem Evropanů však byla tato oblast po tisíce let osídlena domorodými kulturami, jejichž historie se datuje do doby před 10 000 lety. Angel Mounds bylo od roku 1000 do roku 1400 trvalým sídlištěm mississippské kultury. Evropané zde své město založili až v roce 1812.
V Evansville mají ústředí tři ze čtyř zdejších společností kótovaných na newyorské burze (NYSE), jmenovitě Accuride, Berry Global a OneMain Financial; a čtvrtá, Mead Johnson, zde má globální operační centrum. Také tři další společnosti, obchodované na indexu NASDAQ (Escalade, Old National Bank a Shoe Carnival), mají sídlo v Evansville. Město je domovem řady podniků soukromého i veřejného sektoru v mnoha oborech, jak odpovídá významu hospodářského střediska regionu.
Nachází se zde i turisticky zajímavá místa, například Tropicana Evansville, známé lodní kasino, které bylo první svého druhu v celé Indianě. Dále se zde nachází Meskerova zoologická a botanická zahrada (Mesker Park Zoo and Botanic Garden), jedna z největších a nejstarších zoologických zahrad v Indianě. Mimo to je město také důležitým vzdělávacím centrem. Nachází se zde malá soukromá škola University of Evansville a také veřejná škola University of Southern Indiana. V roce 2008 čtenáři Kiplingeru Evansville zvolili jako nejlepší místo v zemi k „žití, práci a zábavě“ a v roce 2009 se pak umístilo na 11. místě.

## Historie

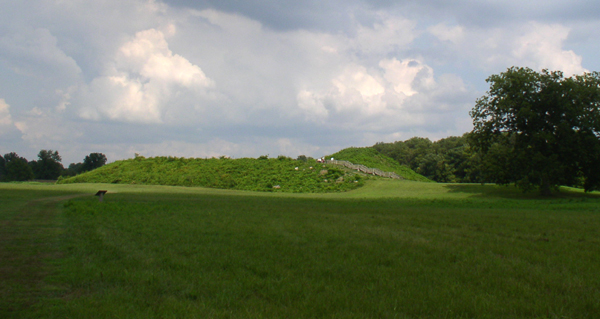
Angel Mounds

Lidé v oblasti kde leží město Evansville žijí nepřetržitě již od doby 8 000 př. n. l. V té době zde sídlili paleoindiáni. Archeologové objevili několik pravěkých a starověkých lokalit v Evansville a jeho okolí, s největším komplexem na Angel Mounds. Toto místo bylo osídleno někdy okolo roku 900 a přetrvalo přibližně až do roku 1600.
Existují doklady o přítomnosti kmenů Miami, Šavanů, Piankeshaw, Huronů, Delavarů a dalších původních obyvatel z doby po opuštění Angel Mounds. Prvními Evropany, kteří sem dorazili, byli francouzští lovci kožešin. Ti jako základnu pro svůj obchod s kožešinami využívali Vincennes. V roce 1805 pak Delavarové oficiálně území přepustili generálu Williamu Henrymu Harrisonovi, který se později stal guvernérem Teritoria Indiana.

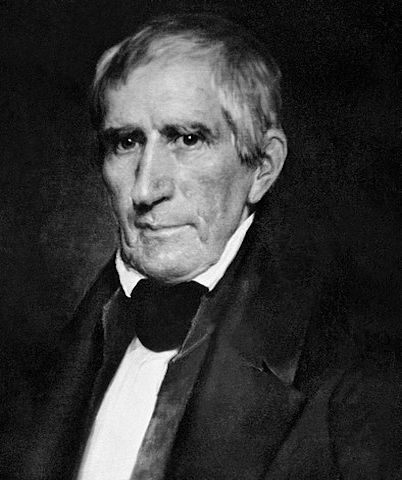
William Henry Harrison

Hugh McGary Jr. zakoupil dne 27. března 1812 okolo 441 akrů půdy a místo pojmenoval jako „McGaryho Země (anglicky: McGary's Landing)“. Aby přilákal více lidí, přejmenoval místo v roce 1814 na Evansville, na počest plukovníka Roberta Morgana Evanse. Město bylo ustanoveno v roce 1817 a 7. ledna 1818 se stalo okresním sídlem. Okres byl pojmenován po Henrym Vanderburghovi, zemřelém soudci Vrchního soudu Teritoria Indiana (anglicky: Indiana Territorial Supreme Court).
Evansville se stalo prosperujícím obchodním městem díky říčnímu obchodu. Začalo se také rozrůstat i mimo původní městské plány. Západní část města byla po mnoho let od hlavní části města odříznuta říčkou Pigeon Creek. Továrny postavené na jejích březích si z říčky udělaly dopravní koridor. Území bývalého města Lamasco pak bylo v roce 1870 připojeno k městu Evansville.
Na počátku 30. let 19. století ekonomika města ještě více posílila poté, co stát Indiana přišel s plánem vybudovat nejdelší umělý kanál na světě. Mělo se jedna o téměř 650 km dlouhý příkop spojující Velká jezera v Toledu s vnitrozemskými řekami v Evansvillu. Cílem projektu bylo zlepšit dopravu z New Orleansu do New Yorku. Finanční náročnost projektu však vedla ke státnímu bankrotu. Navíc byl kanál i špatně navržen, takže nedokázal udržet vodu. Mezitím také došlo v roce 1853 k dokončení Wabashsko-Erijského kanálu. Ve stejném období byla také dokončena první železnice vedoucí do Evansvillu. Ta ho spojovala s městem Terre Haute. Plánovaný kanál tak zastaral ještě dříve, než byl postaven.
Po skončení občanské války následovalo v 2. polovina 19. století období největšího růstu města. V té době sloužilo jako hlavní zastávka pro parníky, které se plavily po řece Ohio a bylo také domovským přístavem mnoha společností, které se zabývaly říčním obchodem. Těžba uhlí, manufaktury a těžba tvrdého dřeva byly hlavními průmyslovými odvětvími. Kolem roku 1900 bylo město Evansville jedním z největších výrobců nábytku z tvrdého dřeva. Ve městě se touto činností zabývalo 41 továren, které zaměstnávaly okolo 2000 dělníků. I nadále získávala železnice na důležitosti a v roce 1887 postavila společnost L&N Railroad most přes řeku Ohio.

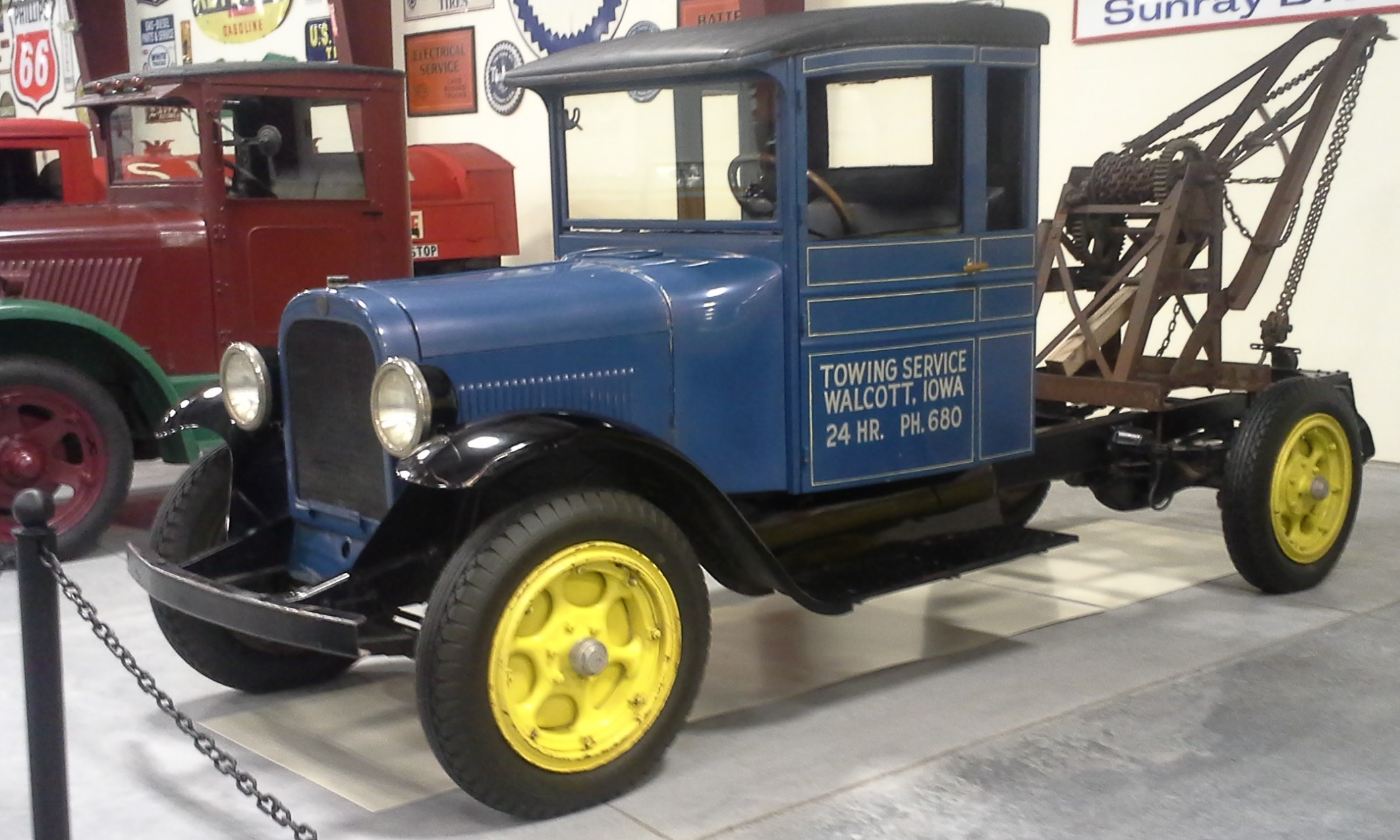
1927 Graham BB

Podle sčítání lidu z roku 1900 se město umístilo na 56. místě dle rozlohy městské oblasti, ale v počtu obyvatel bylo na počátku 20. století překonáno několika dalšími městy. Se začátkem nového století město i nadále pokračovalo ve svém rozvoji. Ve městě vznikaly nová průmyslová odvětví, zejména automobilový a chladírenský průmysl.

Bratři Ray, Robert a Joseph Grahamovi založili ve městě úspěšnou sklárnu. V roce 1907 ji však prodali a v roce 1916 vstoupili do automobilového průmyslu, kdy začali vyrábět podvozky nákladních automobilů. Tato továrna ve městě fungovala až do roku 1929. V roce 1925 však koupila firma Dodge Brothers ve firmě natolik velký podíl, že jim umožňoval její kontrolu. O rok později pak odkoupili i zbytek podílu.

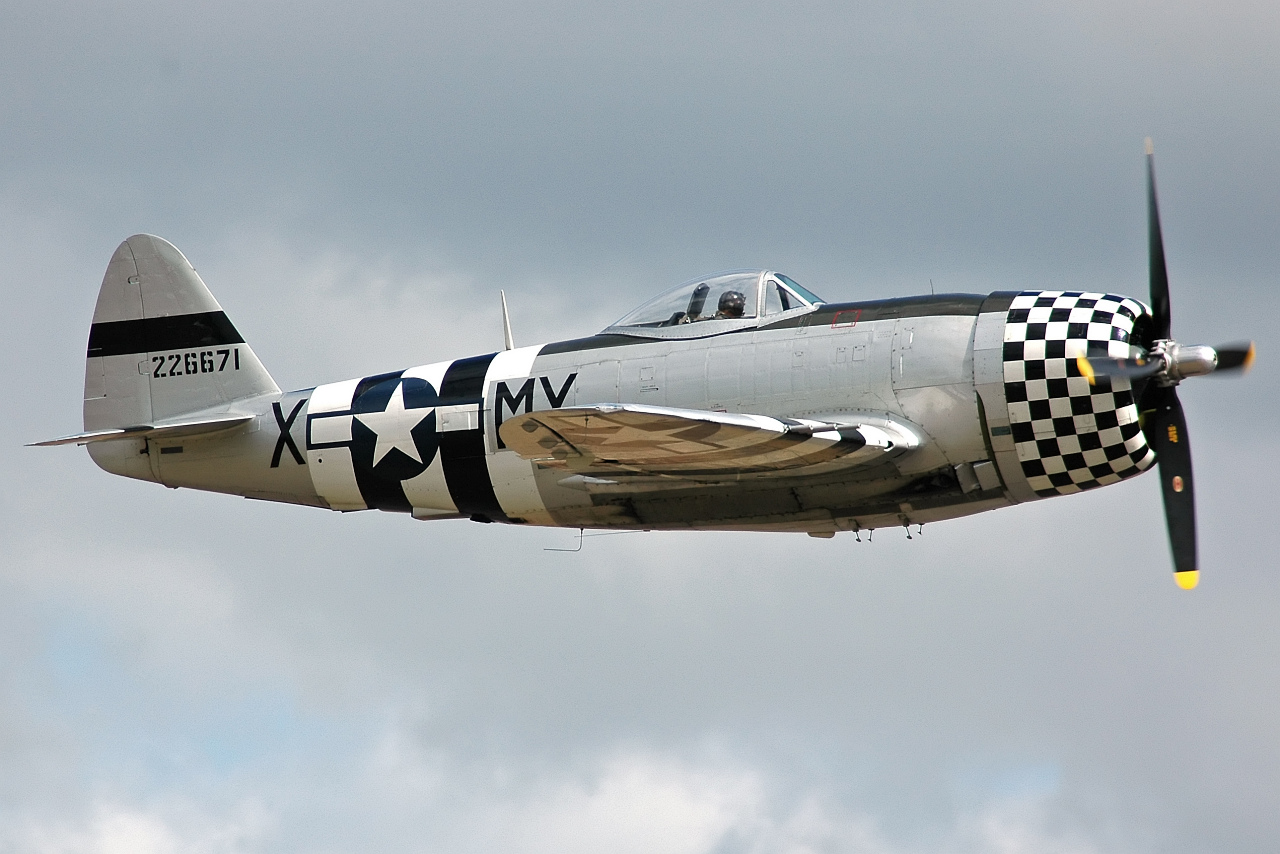
P-47 Thunderbolt

Město dál rostlo a na počátku roku 1920 zde fungovaly více než dva tucty nábytkářských společností. Mezi lety 1920 až 1930 se představitelé města pokusili zlepšit dopravní dostupnost a úspěšně lobbovali za vznik dálnice spojující Chicago s Miami, tzv. „Dixie Bee Highway“ (nyní U.S. Highway 41). V roce 1932 byl také postaven most přes řeku Ohio a podniknuty první kroky k výstavbě místního letiště.
Ovšem povodně na řece Ohio, které v roce 1937 zaplavily okolo 500 městských bloků, vyústily ve velkou krizi. Jelikož v té době již upadal význam parníků pro ekonomiku města, městští a federální úředníci rozhodli o vybudování vyšších hrází, které napříště měly město před povodněmi chránit. Tato konstrukce pak ukryla tok řeky za bariérou hliněných náspů a betonových zdí.

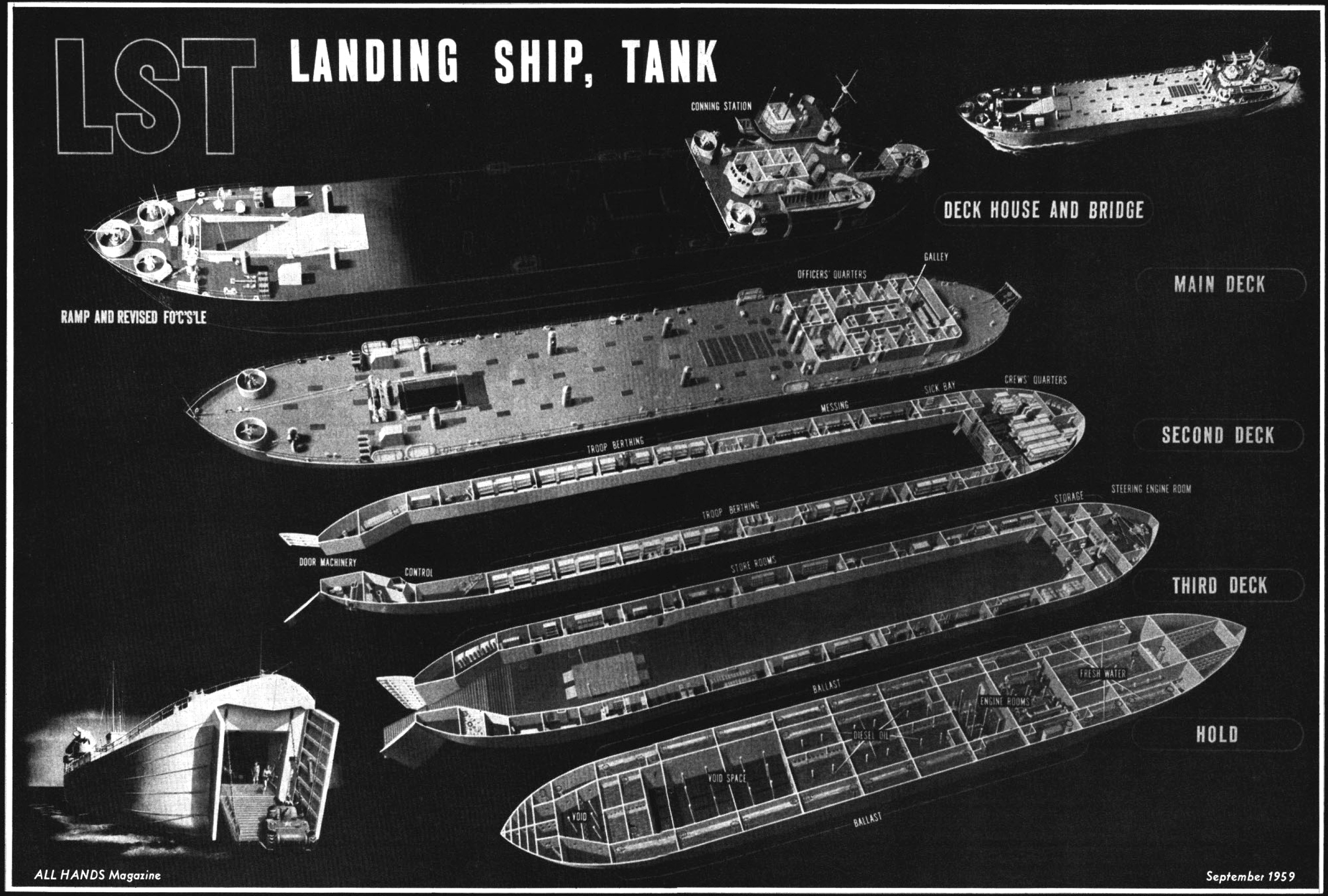
Technický výkres tankové výsadkové lodi vyráběné za druhé světové války.

Za druhé světové války se město stalo jedním z hlavním průmyslových producentů. Tato produkce oživila místní ekonomiku, která trpěla následky velké hospodářské krize. Na říčním břehu byl vybudován rozsáhlý komplex loděnice, který se rozkládal na 45 akrech půdy. V tomto komplexu byly vyráběny tankové výsadkové lodi (anglicky: Landing Ship-Tanks (LTS)). Tato loděnice byla největším vnitrozemským národním producentem těchto plavidel. I další továrny ve městě změnily svou výrobu a začaly vyrábět válečný materiál. Poté, co město v roce 1942 zabralo továrnu ležící u místního letiště, započala zde výroba stíhacích letounů P-47 Thunderbolt, známé pod označením P47-D. Celkově se jich zde vyrobilo 6242, což byla téměř polovina letadel tohoto typu vyrobená během války v celých Spojených státech.
Po válce se výroba zaměřila především na automobily, domácí spotřebiče a zemědělské vybavení a těžila tak z rostoucí poválečné poptávky. Rostla také poptávka po nemovitostech, která vedla k výstavbě především na východě a na severu města. Ovšem v letech 1955 až 1963 celonárodní recese zasáhla i Evansville. Mimo jiné zde byla uzavřena továrna Servel, která vyráběla ledničky a Chrysler ukončil místní výrobu. Před totálním kolapsem ekonomiky oblast zachránil příchod 28 firem, včetně Whirpool, Alcoa a General Electric.
Během poslední třetiny 20. století se město stalo centrem oblasti ležící na hranici tří států. Ekonomický spurt v 90. letech 20. století byl poháněn růstem University of Southern Indiana. Do oblasti také přišly dvě velké firmy, Toyota a AK Steel. Ve městě bylo také otevřeno lodní kasino Tropicana Evansville, které bylo první svého druhu v Indianě.

## Geografie

Řeka Ohio protékající Evansvillem.

Metropolitní oblast Evansville je 142. největší v celých Spojených státech amerických a zasahuje do čtyř okresů Indiany (Gibson County, Posey County, Vanderburgh County a Warrick County) a dvou krajů Kentucky (Henderson County a Webster County). Nepatří do ní ale Owensboro v Kentucky, které je přilehlou metropolitní oblastí nacházející se asi 48 km jihovýchodně od Evansvillu. Oblast je někdy nazývána jako „Kentuckiana“, ačkoliv většina místních médií o oblasti mluví jako „Třístátí“ (anglicky: „Tri-State“). Podle sčítání lidu z roku 2010 mělo město rozlohu 115,57 km2 a z 98,94 % ho tvořila souš.

### Topografie
Jižní hranice města leží v zákrutu řeky Ohio. Většina území města se rozkládá v mělkém údolí obklopeném nízkou kopcovitou krajinou. Západní část pak leží na těchto kopcích. Východní část byla vybudována v údolí a je chráněna sérií hrází, které leží v blízkosti silnice I164-69. Významnou krajinnou památkou je na východní straně Wesselmanova lesní rezervace (anglicky: Wesselman Woods Nature Preserve) rozkládající se na 240 akrech půdy. Dalším významným místem je Státní historická památka Angel Mounds (anglicky: Angel Mounds State Historic Site), ležící nedaleko jihovýchodního okraje města, mezi Evansvillem a Newburghem.

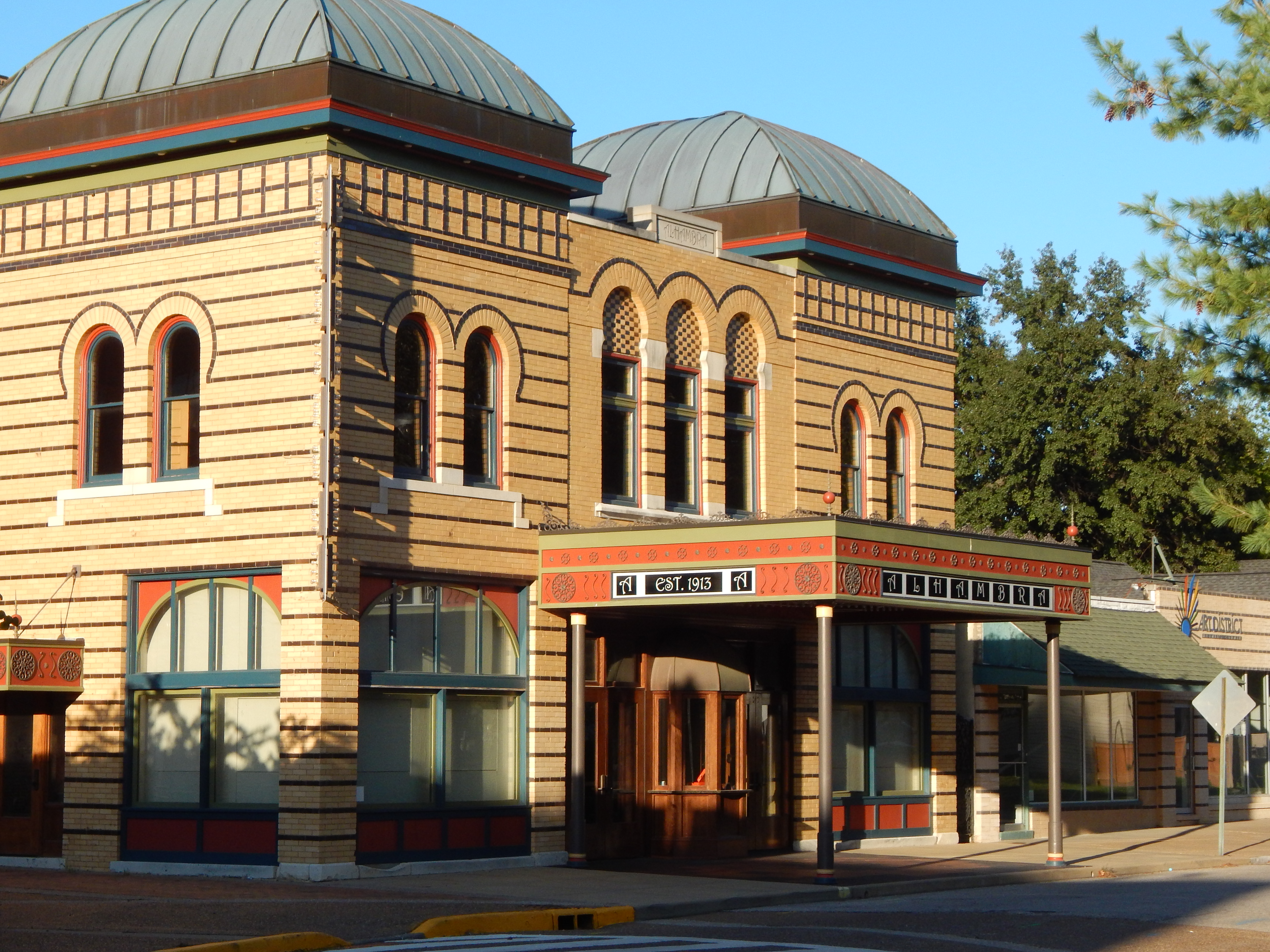
Čtvrť Haynie's Corner

### Čtvrti
Evansville má 13 historických čtvrtí, která jsou zapsána v Národním registru historických památek (anglicky: National Register of Historic Places). Jsou mezi nimi čtvrti Bayard Park, Culver, Downton, Haynie's Corner, Jacobsville, Lamasco, Lincolnshire, Riverside, Washington Avenue a West Franklin Street.

### Podnebí
Podnebí v Evansville je vlhké a subtropické. Léta tu jsou horká a vlhká, zimy pak od studených po mírné. Průměrná teplota je v rozmezí 0,3 °C v měsíci lednu po 25,6 °C v červenci. Roční úhrn srážek činí 1150 mm včetně průměrného sezonního sněžení (30 cm). Průměrně je zde ročně 41 dnů s maximálními denními teplotami přesahujícími 32 °C a více než 17 dní s maximálními denními teplotami nepřesahujícími nulu. Nejnižší teplota byla naměřena dne 2. února 1951 a to -31 °C. Nejvyšší teplota byla naměřena dne 28. července 1930 a to 44 °C.

## Znečištění

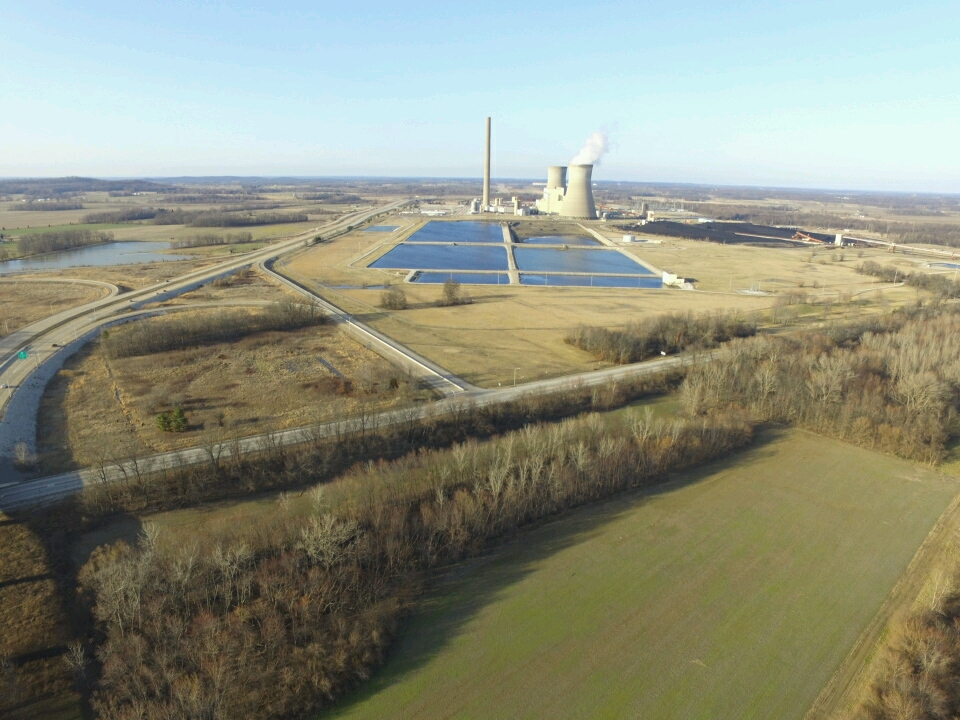
Rockport's Generation Station

V srpnu 2018 zaslal starosta Evansville dopis komisi Ohio River Valley Water Sanitation Commission, ve kterém vyjadřoval nesouhlas s návrhem zrušit kontrolní limity znečištění řeky Ohio. Mezi zdroje znečisťující kvalitu vody patří splach ze zemědělských ploch, vypouštění neošetřených odpadních vod a toxických chemikálií, které jsou vypouštěny továrnami. Toto vše má vliv na kvalitu vody a i na organismy v ní žijící. Stát Indiana proto vydává doporučení týkající se maximální doporučené konzumace ryb pocházející z řeky. U většiny ryb, včetně kaprů, mořčáka pruhovaného a sumečka plochohlavého nepřesahuje 227 g za měsíc, ale pro sumečka tečkovaného je limit 227 g každé dva měsíce.
V okrese Vanderburgh je obsah jemných částic ve vzduchu skoro stejný jako je tomu na Manhattanu v New Yorku. Je to dáno tím, že se v okruhu 48 km od Evansvillu nachází šest velkých tepelných elektráren. Jsou jimi Rockport Generation Station (společnosti Indiana-Michigan Power) ležící nedaleko města Rockport, Petersburg Generation Station (společnosti Indianapolis Power & Light) nedaleko města Petersburg, Gibson Generating Station (společnosti Duke Energy) nedaleko města Mount Carmel. Další dvě jsou provozovány společností se sídlem v Evansville, a to Vectren Corporation. Těmito elektrárnami jsou A. B. Brown Generating Station ležící západně od Evansville a Warrick County Generating Station/F. Culley Generating Station komplex nacházející se východně od města Newburgh, která je z většiny vlastněná společností Alcoa. Navíc další komplex uhelných elektráren The R. D. Green Station provozovaná Touchstone Energy's Big Rivers Electric ležících ve státě Kentucky asi 20 km jižně od Evansvillu.

## Demografie
Podle sčítání lidu v roce 2010 žilo ve městě 117 429 lidí v 50 588 domácnostech. Hustota osídlení tak byla 1027 obyvatel/km2. Z etnického hlediska ve městě žilo 82 % bělochů, 12,6 % Afroameričanů, 0,3 % domorodých obyvatel, 1 % Asiatů, 2,8 % byli příslušníci dvou či více etnik a pocházelo z etnik 1,4 % ostatních. Hispánských obyvatel bylo 2,6 %.
Z 50588 domácností 34,8% tvořili domácnost manželé, 44,5 % seskupení nerodinného typu a 36,5 % jednotlivci (z toho v 11,9 % šlo o osoby starší 65 let). V 27,6 % domácností žilo dítě mladší 18 let. Průměrná velikost domácnosti bylo 2,23 lidí na domácnost, v případě rodiny to bylo 2,91 lidí.
Medián věku byl ve městě 36,5 roku. 22,1 % obyvatel bylo mladších 18 let, 11,7 % ve věku 18–24 let, 26 % ve věku 25–44 let, 25,8 % ve věku 45–65 let a 14,4 % nad 65 let. Ve městě žilo 48,1 % mužů a 51,9 % žen.

## Ekonomika
Evansville je ekonomickým centrem rozsáhlé oblasti na hranicích Indiany, Kentucky a Illinois. Největšími ekonomickými sektory je zdravotnictví, finančnictví, vzdělávání a výroba. Dalšími důležitými oblastmi je energetika, skladování a distribuce a maloobchod.
Korporátní sídlo má v Evansville řada společností včetně Accuride, Ameriqual Group, Anchor Industries, Atlas Van Lines, Berry Global, Evana Tool & Engineering, Karges Furniture, Koch Enterprises, Lewis Bakeries, Metronet, Old National Bank, Red Spot Paint & Varnish, Shoe Carnival, OneMain Financial, Traylor Brothers a Vectren. Hlavní továrny v okolí jsou Aloa v Newburghu, AK Steel v Rockportu, SABIC v Mount Vernonu a Toyota v Princetonu.
Evansville je také hlavním oblastním centrem pro zdravotní péče a lékařský vědecký výzkum. Základ systému zdravotní péče tvoří Deaconess Hospital a Nemocnice sv. Vincenta (dříve Nemocnice sv. Marie a medicínské centrum) spolu s Deaconess Gateway and Women's Hospital, které leží těsně za hranicemi města. Tato zařízení také patří k největším zaměstnavatelům v regionu.
Strategická poloha města, které leží na řece Ohio, spolu s rozvinutou silniční i železniční sítí z něj dělají ideální lokalitu jako tranzitního obchodního místa, včetně obchodu mezinárodního. Z mezinárodního hlediska tvoří 64 % exportu chemikálie, 18 % dopravní zařízení a 5 % potravinářské zboží.
Patří také k energetickým centrům jak díky vysokému počtu tepelných elektráren, tak také existencí uhelných dolů, několika velkých výroben na ethanol a biopaliva a také rozsáhlou sítí plynovodů a ropovodů.

## Kultura a volný čas

### Budovy

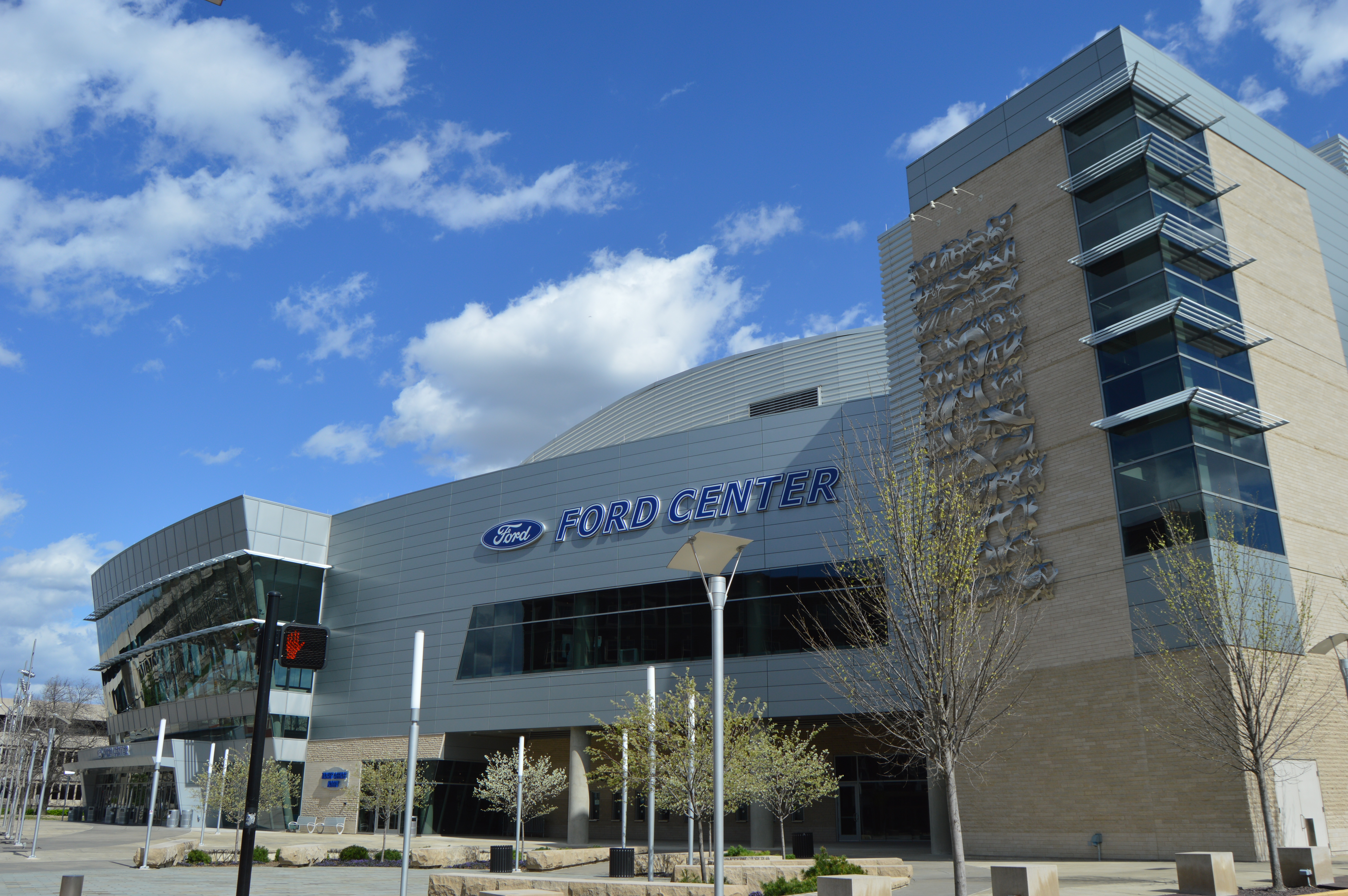
Ford Center

Ve městě se nachází baseballové hřiště Bosse Field o kapacitě 7180 míst, postavené v roce 1915. Jedná se o třetí nejstarší baseballové hřiště v USA, které je stále pravidelně využíváno. Starší jsou pouze hřiště Fenway Park v Bostonu z roku 1912 a Wrigley Field v Chicagu z roku 1914.
Multifunkční uzavřená aréna Ford Center s maximální kapacitou 11 000 míst je spojena mostem zvaným Sky Bridge s hotelem Double Tree Hotel. Oficiálně byla otevřena v roce 2011 a je využívána především jako hřiště na basketbal a lední hokej a také ke konání hudebních koncertů.

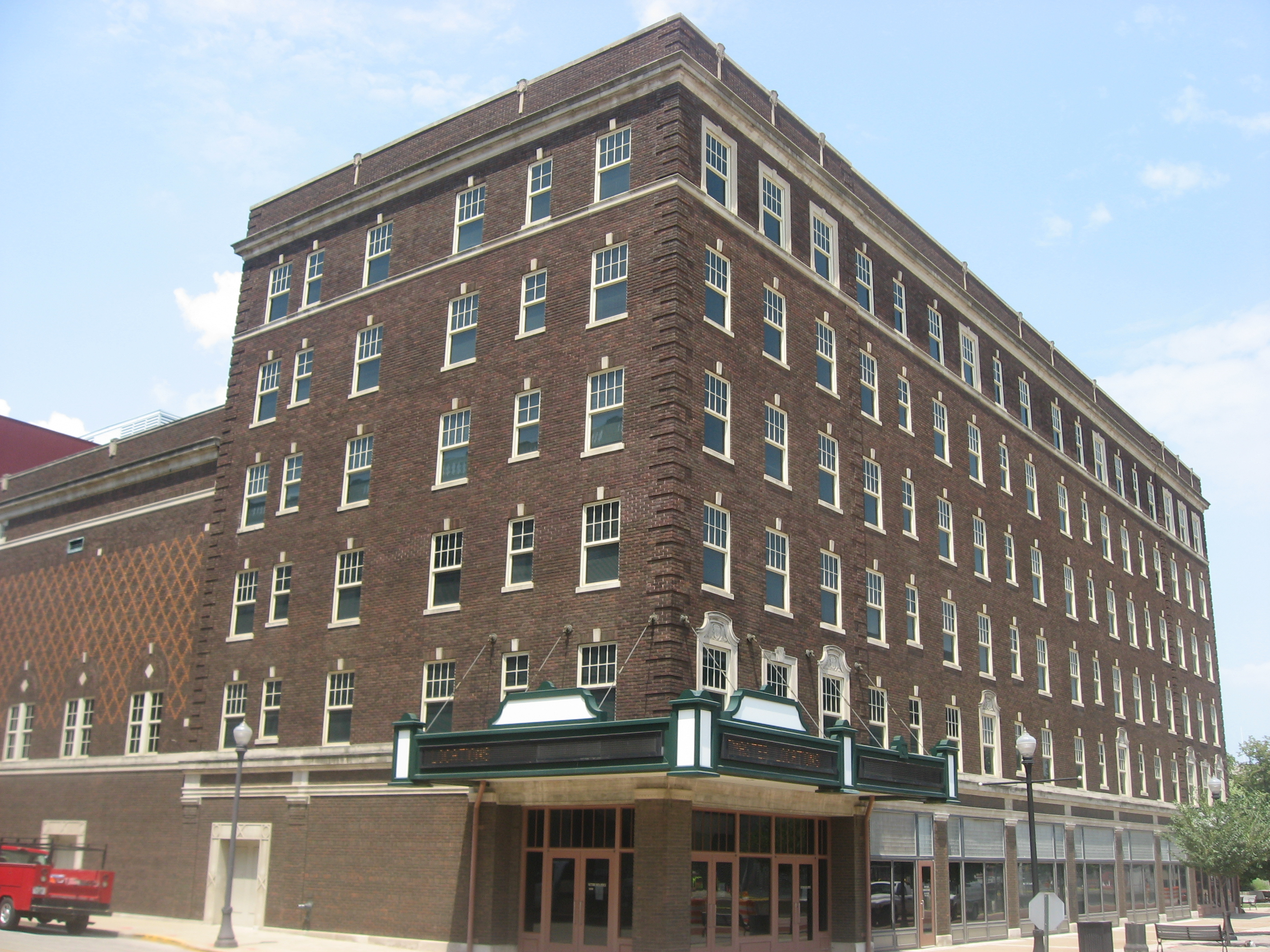
Victory Theater a bývalý Hotel Sonntag v Evansville.

Široká škála koncertů, divadelních her, shromáždění, výstav a dalších speciálních událostí se koná v auditoriu a kongresovém centru The Old National Events Plaza s kapacitou 2500 míst.
Victory Theatre je historickým místem o kapacitě 1950 míst a sídlí v něm Filharmonický orchestr města Evansville. Budova slouží také místnímu baletu a moderním tanečním a divadelním spolkům.

### Festivaly
West Side Nut Club Fall Festival je pouliční pouť konající se každoročně v západní části centra města. Koná se každý první celý týden v říjnu a každý den akci navštíví 100–150 tisíc lidí. Hlavními atrakcemi je jídlo s nabídkou místních specialit.
Každý červen město hostí ShrinersFest. Častou atrakcí tohoto festivalu jsou Modří andělé (anglicky: Blue Angels), přehlídková jednotka amerického námořnictva, spolu s Canadian Forces Snowbirds.
Germania Männerchor Volksfest je třídenní festival na počest německého dědictví, který se koná každý srpen v historické budově Germania Mannerchor na západní straně města. Součástí festivalu je jídlo, pití, tanec a muzika. Mnoho obyvatel s německými kořeny v té době také nosí historické německé oblečení.

### Muzea

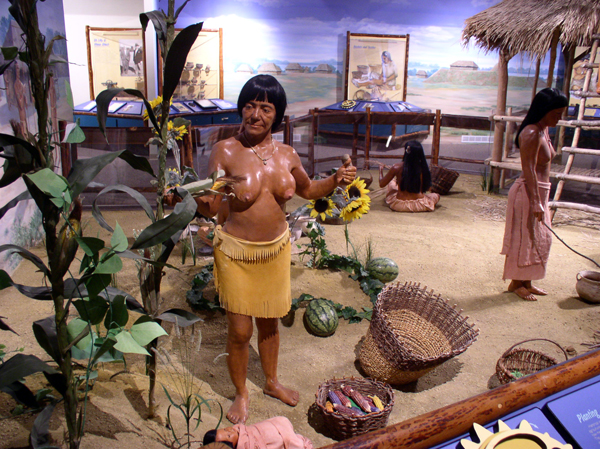
Diorama z muzea Angel Munds.

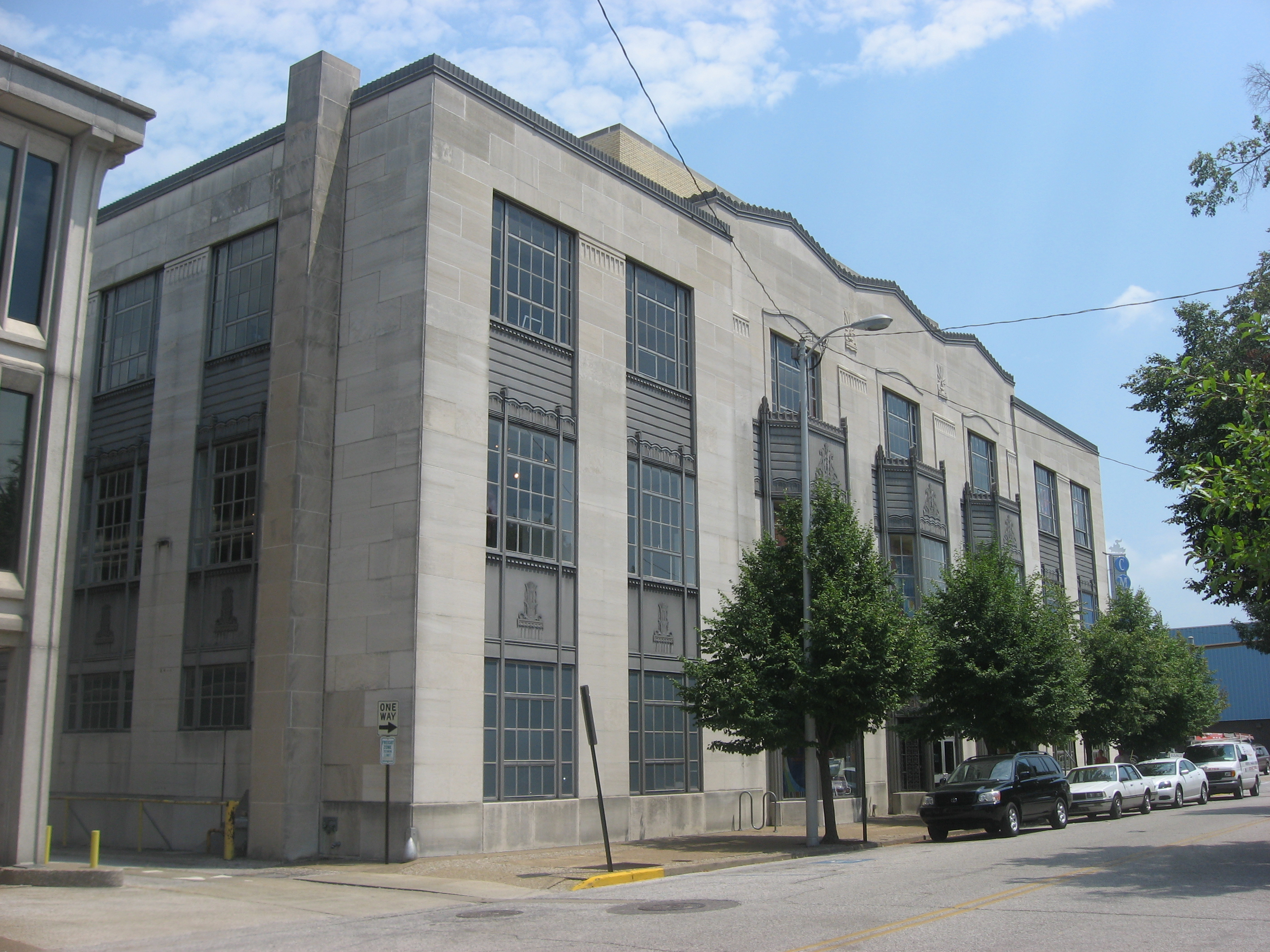
Dětské muzeum

Národní historická památka Angel Mounds (anglicky: Angel Mounds State Historic Site) je národně chráněnou prehistorickou rezervací původních Američanů. V letech 1000 až 1450 bylo město, ležící nedaleko od tohoto místa, domovem lidí ze středomississippské kultury. V tomto městě chráněném palisádou postavenou z proutí a mazanice žilo v té době několik tisíc lidí. Sídlil zde i náčelník a město bylo oblastním centrem velké komunity.
Dětské muzeum (anglicky: Children's Museum of Evansville) bylo otevřeno v září 2006. Vzniklo po dvouletém plánování a bylo vybudováno v historické centrální knihovně. Budova je postavena ve stylu Art Deco a je zapsána v Národním registru historických památek. Muzeum nabízí interaktivní výstavy a galerie a zabírá tři patra budovy.
Afroamerické muzeum v Evansvillu (anglicky: Evansville African American Museum) vzniklo jako kulturní centrum ke sběru a ochraně informací o otázkách dějin a tradic afroamerických rodin, organizací a komunit a s tím spojené vzdělávání veřejnosti.
Muzeum umění, dějin a vědy (anglicky: Evansville Museum of Arts, History, and Sciece) je jedním z nejvýznamnějších kulturních center v jižní Indianě. Provozuje mimo jiné Kochovo planetárium, které je nejstarší ve státě..
Reitz Home Museum je jediným viktoriánským domem přeměněným na muzeum v Evansvillu. Je zmiňováno jako jedno z nejlepších příkladů architektury druhého francouzského empíru. V roce 1973 bylo zapsáno do Národního registru historických památek.
Od října 2005 ve městě kotví loď USS LST 325, která byla přetvořena na muzeum. Připomíná důležitost města ve válečné produkci během druhé světové války. V té době se zde vyrobilo 167 těchto tankových výsadkových lodí (a dalších 35 plavidel). Tato loď je posledním exemplářem svého druhu, který je stále schopný plavby.
V roce 2017 bylo otevřeno Muzeum válečného období (anglicky: Evansville Wartime Museum), ve kterém najdeme expozici připomínající roli města ve spojeneckém válečném úsilí během druhé světové války.

### Zoologická zahrada Mesker

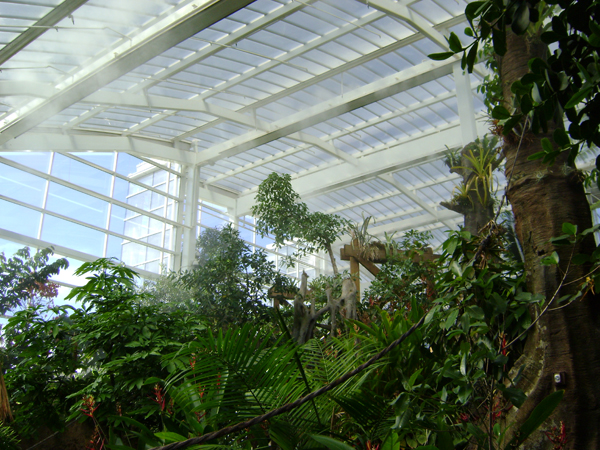
Expozice Amazonie v Zoologické a botanické zahradě Mesker

Zoologická a botanická zahrada Mesker (anglicky: Mesker Park ZOO & Botanic Garden) byla otevřena v roce 1928 a je jednou z nejstarších a největších zoologických zahrad v Indianě. Rozkládá se na 50 akrech a chová okolo 200 druhů zvířat. Odhadovaná návštěvnost v sezoně od dubna do srpna je 3 miliony lidí ročně.

### Parky
Wesselmanova lesní přírodní rezervace (anglicky: Wesselman Woods Nature Preserve) je národní přírodní památkou rozprostírající se na téměř 200 akrech panenského lužního lesa. Je to největší plocha panenského lesa nacházející se uvnitř jakéhokoliv města v USA. Přírodní centrum (anglicky: Nature Center) nabízí expozice, místa k pozorování divoké přírody, společenské místnosti, knihovnu a obchod se suvenýry. K rezervaci také přiléhá golfové hřiště, basketbalová hřiště, tenisové kurty, hřiště na plážový volejbal, softball a další.
Městský parkový systém je tvořen 65 parky a 21 speciálními zařízeními a rozkládá se na ploše více než 2300 akrů. Je protkán systémem cyklistických a turistických stezek, které město spojují i s okolím. Do této soustavy stezek patří i Pigeon Creek Greenway, 68 km dlouhá stezka tvořící okruh kolem města. Správa městských parků také pečuje o několik golfových hřišť.
Na pahorcích na západní straně města se nachází Burdette Park. Leží až za hranicí města, ke kterému však těsně přiléhá a rozkládá se na téměř 200 akrech půdy. Nachází se zde aquapark se skluzavkami. Je zde také závodní okruh pro BMX, minigolf, tenisové kurty a vhodná místa na rybaření.

### Sport
Z tohoto města pochází řada významných profesionálních sportovců. Univerzitní basketbalový tým z University of Evansville Purple Aces (česky: Purpurová Esa) hraje svá utkání ve Ford Center, zatímco tým University of Southern Indiana hraje v kampusu univerzity ve Physical Activities Center.
Evansville je domovem několika poloprofesionálních a profesionálních sportovních týmů. Evansville Otters je profesionální baseballový tým hrající od roku 1995 na hřišti Bosse Field. Profesionálním týmem ledního hokeje jsou Evansville Thunderbolts, kteří hrají nižší ligu Southern Professional Hockey League, a hrají ve Ford Center. Ve městě hraje také juniorský hokejový tým s názvem Evansville Jr. Thunderbolts. Fordovo Centrum je také domovem Indiana Firebirds, týmu sálové kopané hrající v National Gridiron League.

## Spravedlnost a samospráva
Města v Indianě mají samosprávu se silným postavením starosty, který má v rukou výkonnou a administrativní moc nad každodenními záležitostmi města. Devítičlenná volená městská rada pak má na starost legislativní záležitosti a také fiskální politiku. Funkční období členů městské rady trvá čtyři roky. Jako zákonodárné těleso, má rada výlučnou odpovědnost za vydávání místních zákonů a změny těch stávajících. Jako fiskální orgán je rada zodpovědná za vybírání některých daní a také za každoroční rozpočet města.
Policejní oddělení Evansville (anglicky: Evansville Police Department) bylo založeno v roce 1863 a je městskou institucí vymáhající právo. Před jeho vznikem byla v letech 1818 až 1847 tato zodpovědnost na šerifu Warrického okresu. V letech 1847 až 1863 pak byla v rukou městského maršála, který se poté až do roku 1883 o své povinnosti dělil s policejním oddělením.
Evansville je také mimo jiné okresním městem Vanderburghu. Některé městské samosprávné funkce jsou sdílené s okresními činiteli. Mimo jiné je tomu tak u školního systému, který je integrován v rámci celého okresu a vytváří tak školní korporaci Evansville Vanderburgh School Corporation.

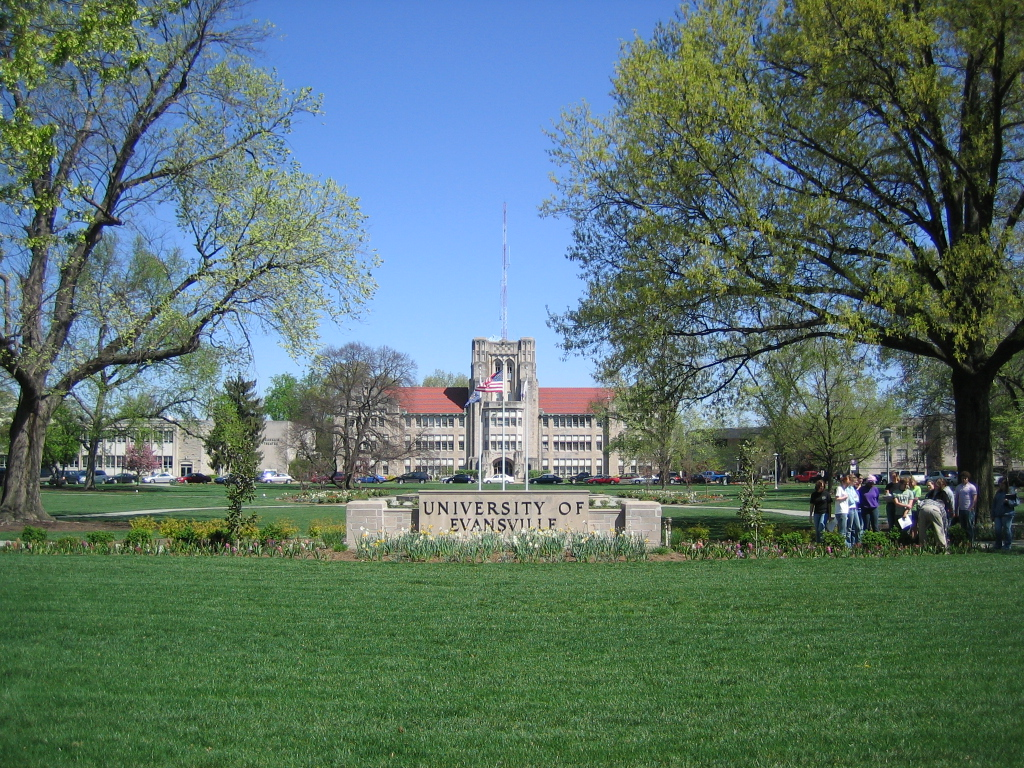
University of Evansville

## Vzdělání

### Vysoké školy
Evansville je domovským městem několika vysokoškolských institucí. University of Evansville je malá soukromá univerzita provozovaná metodistickou církví. Na škole studuje přibližně 3050 studentů. Založena byla v roce 1854 a nabízí vzdělání ve svobodných uměních a ve vědě spolu s renomovanou divadelní fakultou. Skoro polovina studentů odjíždí na stáže do zahraničí. Univerzitní basketbalový tým Purple Aces hraje v lize Division I NCAA, která patří do Missouri Valley Conference.
University of Southern Indiana je veřejná univerzita nacházející se hned za hranicemi města. Založena byla v roce 1965 a studuje na ni přes 10 800 studentů. Tato univerzita patří k nejrychleji rostoucím státním univerzitám v Indianě.

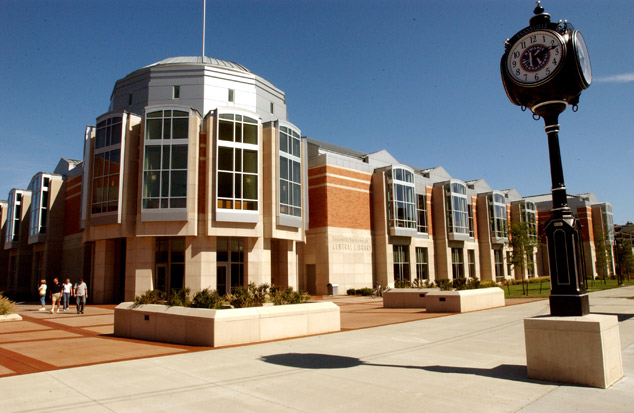
Ústřední knihovna v Evansvillu.

Indiana University School of Medicine-Evansville se nachází v kampusu University of Southern Indiana, ale existují plány na vybudování nového mezioborového kampusu pro akademické vzdělávání v medicíně a pro výzkum.

### Základní a střední školy
Město má sjednocený školní systém s okresem Vanderburgh. Síť základních a středních škol tvoří školní korporaci Evansville Vanderburgh School Corporation. Tato školní soustava sestává z pěti veřejných vyšších středních škol (anglicky: High School), 11 středních škol (anglicky: Middle School) a 20 základních škol (anglicky: Elementary School). Navíc jsou ve městě dvě farní, dvě komunitní a jedna soukromá škola.

### Knihovny

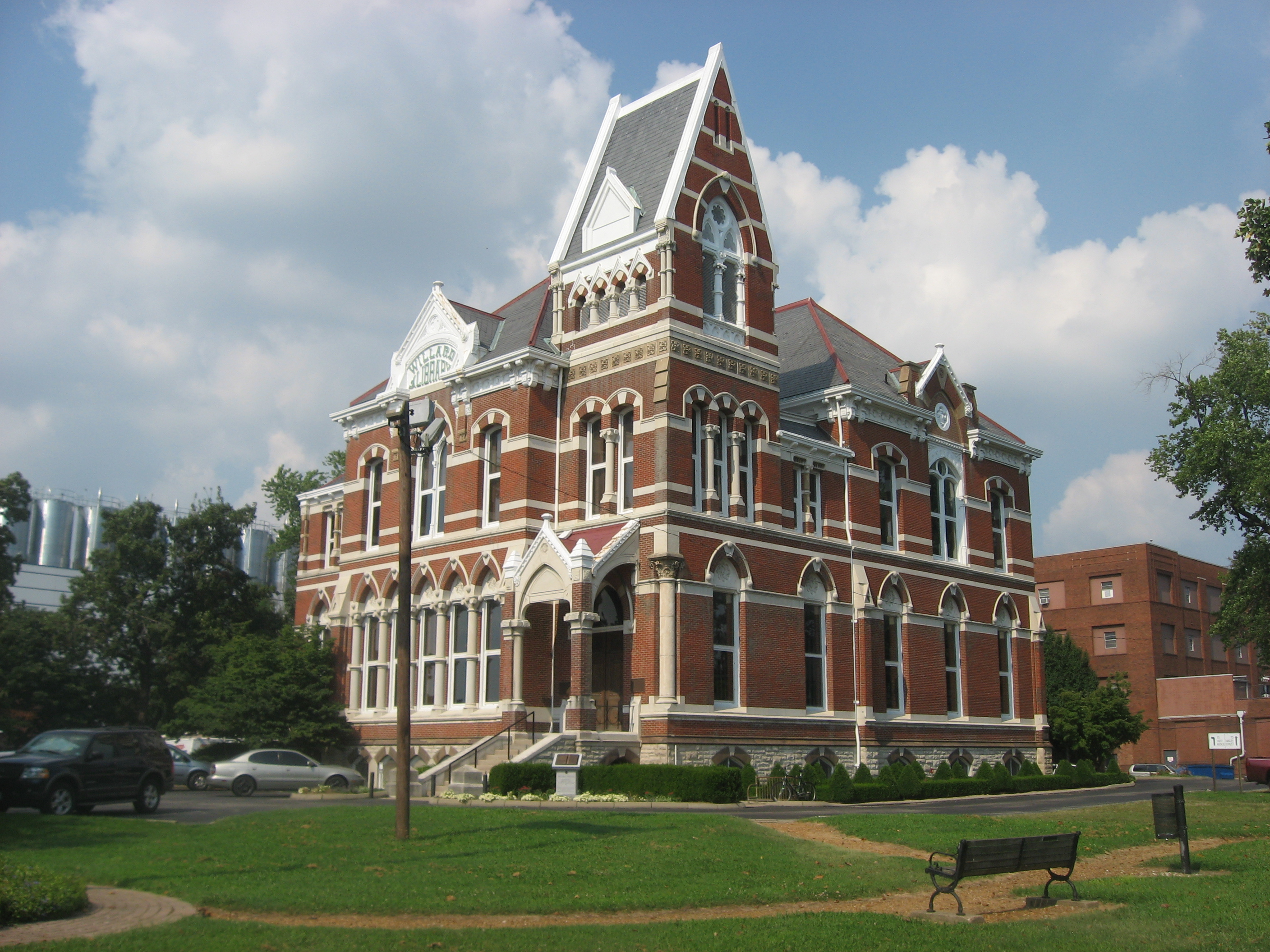
Wiilardova knihovna

Město Evansville má systém knihoven zvaný Evansville Vanderburgh Public Library. Jedná se o jednotný systém sloužící městu i blízkému okolí a jde o jeden z největších systémů veřejných knihoven v Indianě.
Ve městě se nachází také nezávislá soukromá Willardova knihovna. Vznikla v roce 1881 a byla přístupná celé veřejnosti bez ohledu na rasu. Knihovna uchovává místní archivní dokumenty a genealogické materiály a také kolekci klasických publikací. Budova byla postavena v gotizujícím stylu a od roku 1972 je zapsána v Národním registru historických památek.

## Doprava
Město je dobře dostupné všemi hlavními způsoby dopravy. Je zde propracovaná železniční a silniční síť. Dá se do něho dostat i po vodě a letecky. Evansville Regional Airport nabízí denně přes 30 letů do různých destinací.
Mezi nejvýznamnější silnice v oblasti patří I-64 a I-69. Americká dálnice U.S. Highway 41 spojuje Evansville s Hendersonem na jihu a s městy Princeton, Vincennes a Terre Hautte na severu. Dalšími důležitými silnicemi jsou State Road 57, State Road 62 a State Road 66.
Metropolitan Evansville Transit System (METS) provozuje ve městě veřejnou autobusovou dopravu a zajišťuje tuto službu ve všech částech města. Je zde také rozsáhlá síť multifunkčních stezek, které mohou využít jak chodci, tak cyklisté.

## Partnerská města
Evansville má tři partnerská města:
- Osnabrück, Dolní Sasko, Německo
- Tizimín, Yucatán, Mexiko
- Tochigi, Japonsko

## Významní rodáci

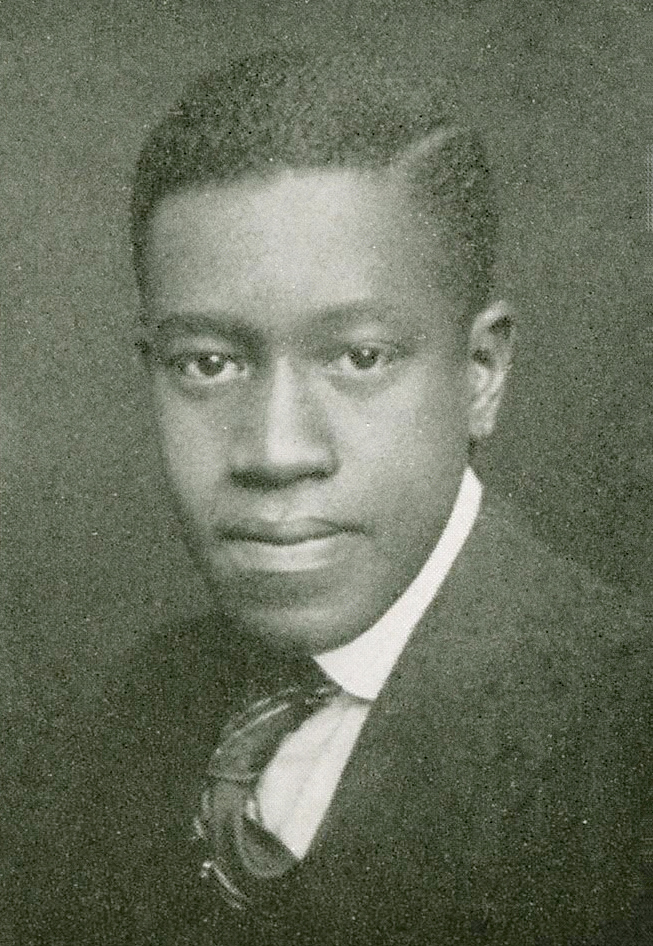
Elbert Frank Cox

- Albion Fellows Baconová (1865–1933) – spisovatelka a reformátorka
- Billie Bennettová (1874–1951) – herečka v němých filmech
- Avery Brooks (1948) – herec, režisér, zpěvák
- Margaret K. Butlerová (1924–2013) – matematička
- Joe Cook (1890–1959) – herec, komik
- Elbert Frank Cox (1895–1969) – matematik
- Suzanne Crouchová (1952) – politička
- Charles Denby Jr. (1861–1938) – diplomat
- Edwin Denby (1870–1929) – politik
- Louise Dresserová (1878–1965) – herečka
- John H. Foster (1862–1917) – politik
- Ron Glass (1945–2016) – herec
- Bob Hamilton (1916–1990) – profesionální golfista
- John Hostettler (1961) – politikMarilyn Millerová

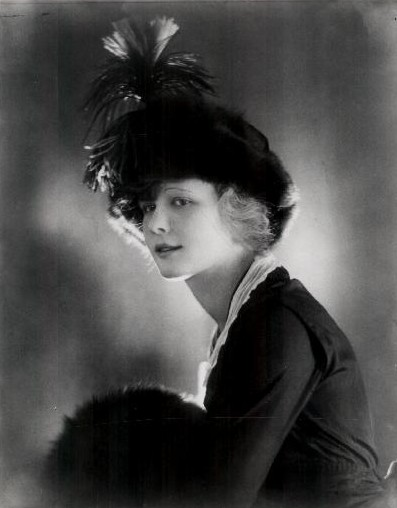
Marilyn Millerová

- Calbert Cheaney (1971) – basketbalista
- Edward Mead Johnson (1852–1934) – obchodník, spoluzakladatel společnosti Johnson & Johnson
- Henry S. Johnston (1867–1965) – politiky, bývalý guvernér Oklahomy
- Lilly Kingová (1997) – plavkyně, olympijská vítězka
- Michael Klueh (1987) – plavec
- Michael Michele (1966) – herec, módní návrhář
- Marilyn Millerová (1898–1936) – herečka, zpěvačka, tanečnice
- Dylan Minnette (1996) – herec, muzikant
- Roger Mobley (1949) – dětský herec
- Francis Joseph Reitz (1841–1930) – bankéř, filantrop
- Barbara Underwoodová (1944) – generální prokurátorka
- Jama Williamsonová (1974) – herečka